# Oscar Berg (skulptör)
Frans Oscar Theodor Berg, född 10 januari 1839 i Stockholm, död 18 december 1914 i Råsunda, var en svensk skulptör.
Oscar Berg var son till handlanden Johan Fredrik Berg och hans hustru Sarah Sofia Sjögren. Han blev elev vid Konstakademien och erhöll 1869 kunglig medalj. Han studerade därefter i Rom, där han bland annat utförde det kända konstverket De första stegen (hedersomnämnande i Paris 1878). Sedan han i Sverige utfört fasadfigurerna till Uppsala universitets nya byggnad, bosatte han sig i London och utförde där åtskilliga arbeten. 
Oscar Berg kom sedan 1888 till Stockholm, där han bland annat modellerat fyra relieffigurer i huggen sten för konstakademiens nybyggnad samt omarbetat Carl Gustaf Qvarnströms fyra fasadfigurer på den äldre akademibyggnaden till fristående takfigurer. På 1897 års Stockholmsutställning hade han ett bibliskt galleri med av honom modellerade grupper, framställande scener ur Jesu liv.
Oscar Berg var sedan 1876 gift med Märta Maria Augusta Montgomery dotter till Gustaf Adolf Montgomery.